# Turnerochrysa mirifica
Turnerochrysa mirifica là một loài côn trùng trong họ Chrysopidae thuộc bộ Neuroptera. Loài này được Kimmins miêu tả năm 1935.